# Porcelana de Chelsea

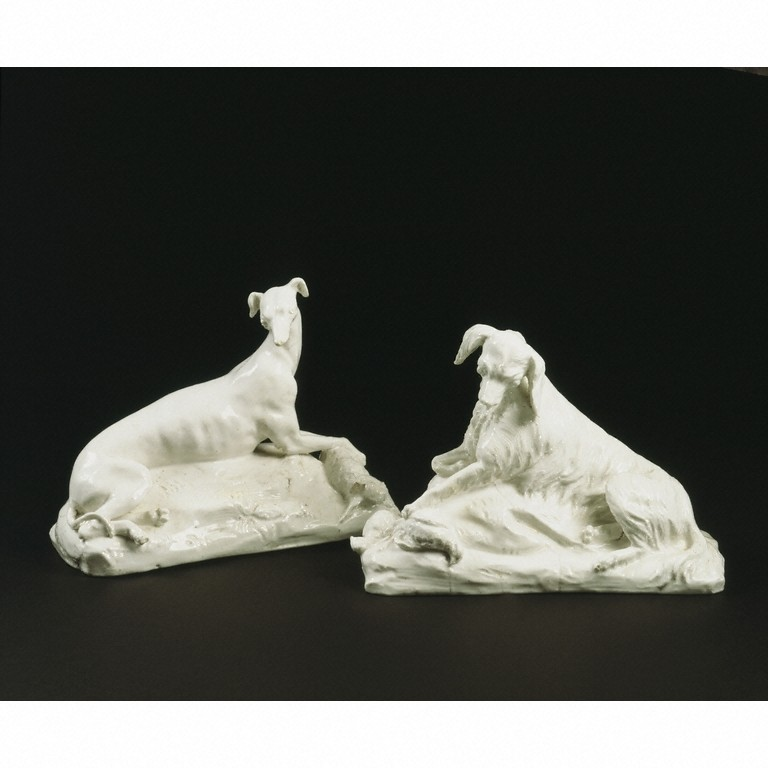
Perros, circa 1749, museo de la fábrica de Porcelana de Chelsea, no. C.246A-1976.

La  porcelana de Chelsea, establecida alrededor de 1743 a 1745, es la primera fábrica de porcelana importante en Inglaterra. La primera porcelana de pasta blanda, dirigida a compradores aristocráticos —jarras de crema en forma de dos cabras sentadas— datan del año 1745. El director empresarial era Nicholas Sprimont, platero de profesión, pero son pocos los documentos sobrevivientes que ayudan a recrear la historia de la fabricación. Las primeras vajillas, que se fabricaron en abundancia en 1750, dependen de los modelos de la porcelana de Meissen y en prototipos de plata, tales como saleros en forma de conchas reales.
Chelsea era conocido por sus figuras. Desde alrededor de 1760 su inspiración se centró más en la porcelana de Sèvres que en la de Meissen.
En 1769 la fábrica fue adquirida por William Duesbury, propietario de la fábrica de porcelana de Derby, y las mercancías eran indistinguibles durante el período "Chelsea-Derby", que duró hasta 1784, cuando fue demolida y la fábrica de Chelsea, sus moldes, patrones y muchos de sus obreros y artistas transferidos a Derby.
La historia de la fábrica se puede dividir en cuatro períodos principales por las marcas de identificación en virtud de las mercancías.

## Período entre 1743 y 1749
Estos primeros productos llevaban la marca de un triángulo incisa. La mayor parte de las mercancías eran blancas y estaban fuertemente influenciados por el diseño de plata. Los productos más notables de esta época fueron saleros blancos en forma de cangrejos de río. Tal vez las piezas más famosas son las jarras Goat-and-Bee (cabra y abeja) de 1747, que también se basan en un modelo de plata. Las copias de éstos fueron hechos en Coalport en el siglo XIX.

## Período entre 1749 y 1752
En este período, la pasta y el esmalte se modificaron para producir una superficie blanca clara, ligeramente opaca en el que pintar. La influencia de la porcelana de Meissen, desde Alemania, era evidente en las figuras clásicas entre las ruinas de estilo italiano y escenas portuarias y las adaptaciones de la edición de Francisco Barlow de las Fábulas de Esopo. En 1751, se hicieron copias de dos vajillas de Meissen. Chelsea también hizo figuras de pájaros y animales inspirados en los Meissen originales. Las flores y los paisajes fueron copiados de Vincennes.

## Período entre 1752 y 1756
Trabajos parecidos al kakiemon (cerámica japonesa), fueron populares desde finales de los años 1740 hasta alrededor de 1758, inspirados en los japoneses originales y luego por Meissen y Chantilly. Algunas vajillas de inspiración inglesa decoradas con plantas botánicamente precisas, copiadas de la octava edición del diccionario de jardinería de Philip Miller (1752), también fueron fabricadas en este período.

## Período entre 1756 y 1769
La influencia de Sèvres fue muy fuerte y el gusto francés fue en ascenso. El período del "ancla de oro" vio ricas zonas de colores, doradas de lujo y la energía nerviosa del estilo rococó. En los años 1750 y 1760, el Chelsea también fue famoso por sus juguetes, que incluyó bonbonnières, botellas de perfume, estuches, dedales y pequeñas sellos, muchas de ellas con inscripciones francesas. En 1769 la fábrica fue comprada por William Duesbury de Derby, quién la dirigió hasta 1784, y durante este tiempo las mercancías de Chelsea eran indistinguibles de las mercancías de Derby; y a este período. por lo general. se denomina "Chelsea-Derby".

## Galería

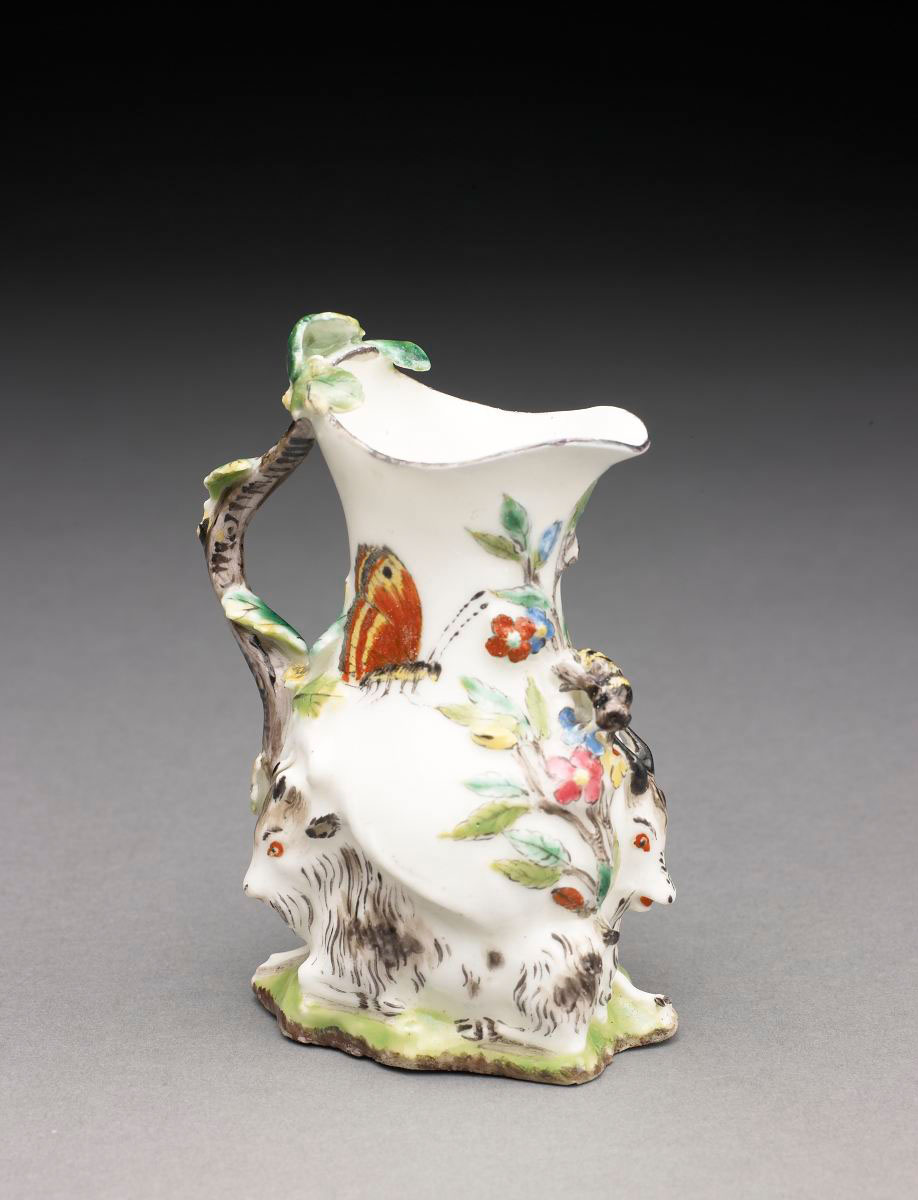
Jarra Goat-and-Bee (cabra y abeja), c. 1745-1749
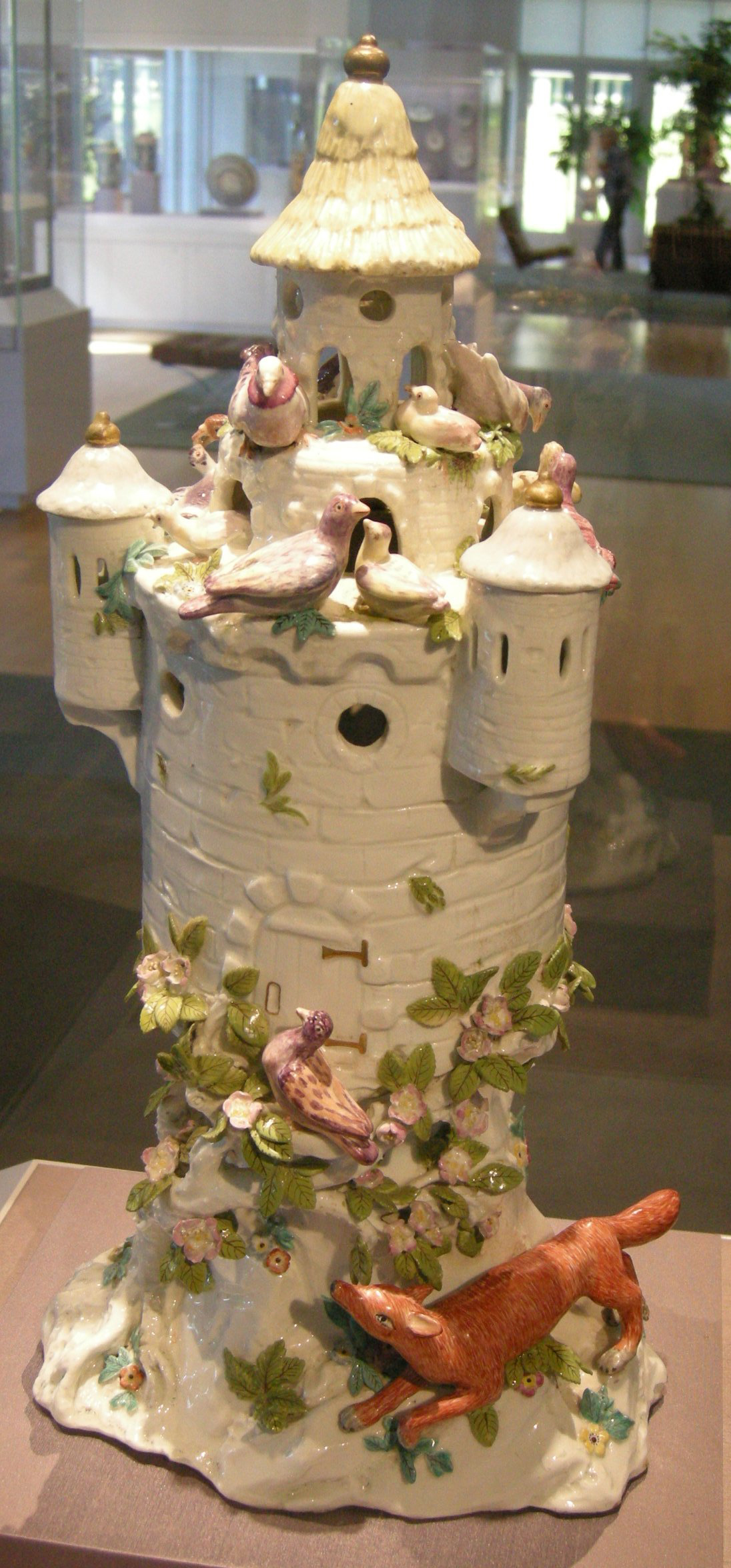
c. 1755-56
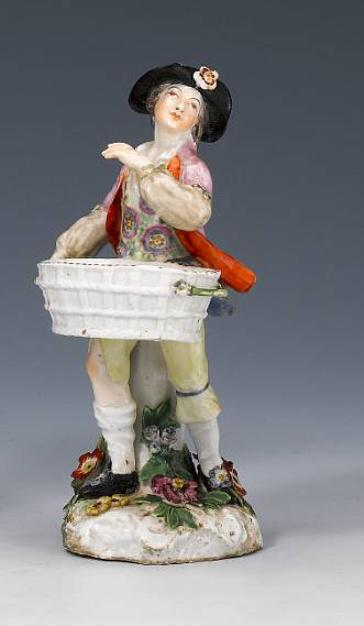
Un vendedor de la calle, c. 1760
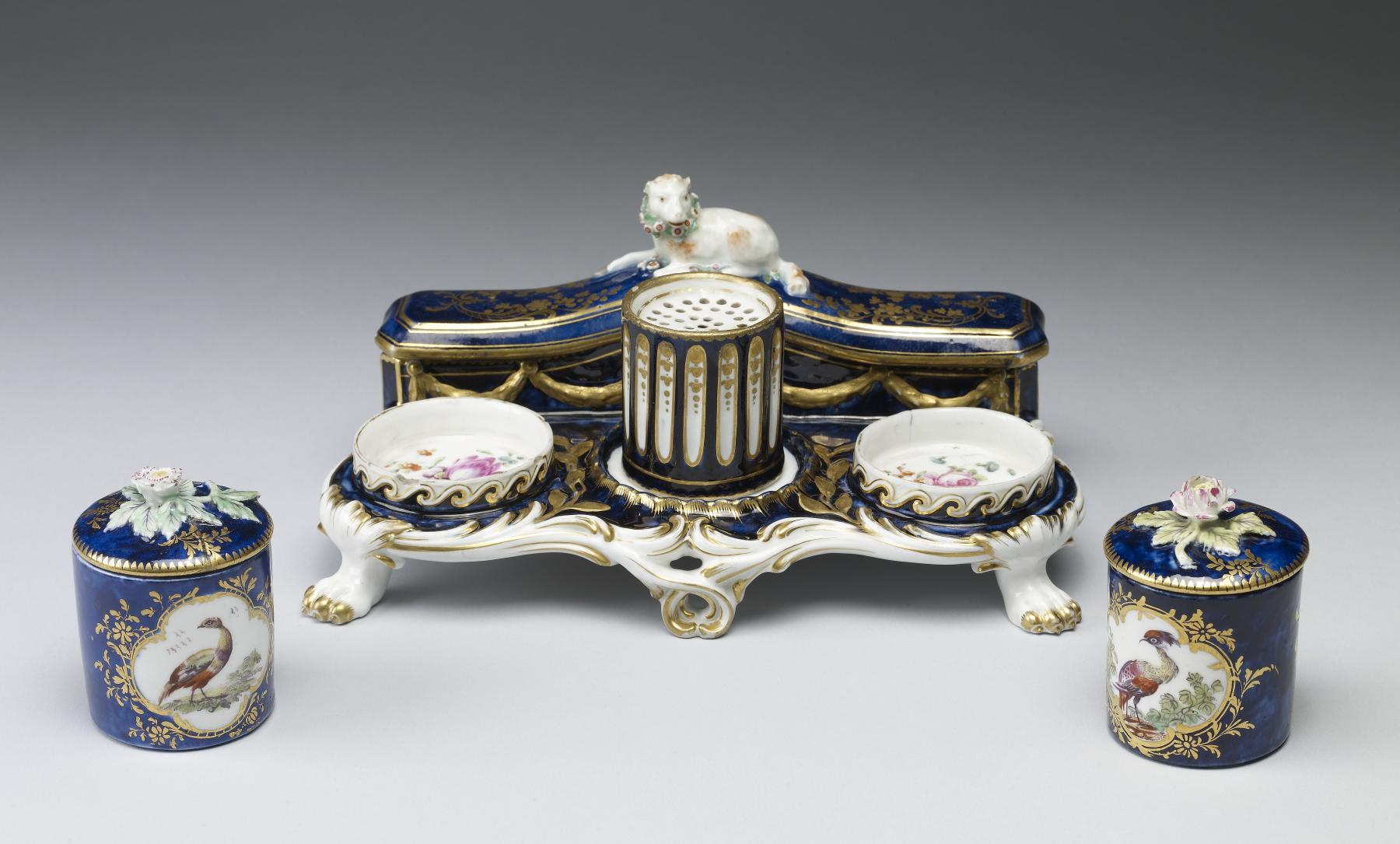
Tintero de porcelana, 1759-1769.